# Віктор Гамкрелідзе
Віктор Гамкрелідзе (груз. ვიქტორ გამყრელიძე; 21 січня 1866—14 серпня 1942) — грузинський актор театру та кіно.
Народився в 1866 році в Ацкурі, Грузія, Російська імперія. Відомий за фільмами «Арсен» (1937), «Червоні дияволенята» (1923) та «Останній маскарад» (1934).
Загинув 14 серпня 1942 року в Тбілісі.